# کاراباغلار
کاراباغلار (به ترکی استانبولی: Karabağlar) یک منطقهٔ مسکونی در ترکیه است که در استان ازمیر واقع شده‌است.